# Крестьянский начальник
Должность крестьянского начальника была введена в Сибири в 1898 году по аналогии с должностью земского начальника в Европейской России.
С введением в действие «Временного положения о крестьянских начальниках в губерниях Тобольской, Томской, Енисейской и Иркутской» 2 июня 1898 г. общественное управление сельских жителей и переселенцев, а также обустройство их быта возлагалось на крестьянских начальников, их уездные съезды и губернские управления.
На должности крестьянских начальников назначались лица, имеющие среднее или высшее образование либо прошедшие «специальное испытание». Не имели право занимать эти должности лица, находящиеся под следствием, уволенные с должности, объявленные несостоятельными должниками или состоящие под опекой за расточительство. Назначение и увольнение с должности крестьянского начальника производилось министром внутренних дел.
23 апреля 1901 года положение 1898 года было введено в Забайкальской области, законом 27 мая 1902 г. — в Амурской и Приморской областях, законом 10 июня 1902 г. — в областях Акмолинской, Семипалатинской, Тургайской и Уральской, законом 21 апреля 1903 г. — в Усинском пограничном округе (обязанности крестьянского начальника возложены на пограничного начальника). Законом 8 марта 1904 года было предоставлено крестьянским начальникам право удалять от должности письмоводителей инородных управ и определён порядок рассмотрения уездными съездами крестьянских начальников дел, решённых волостными и сельскими судами и волостными управами.